# 圣保罗国际电影节
圣保罗国际电影节 (葡萄牙語：Mostra Internacional de Cinema de São Paulo)是在巴西圣保罗举行的电影节。

## 历史

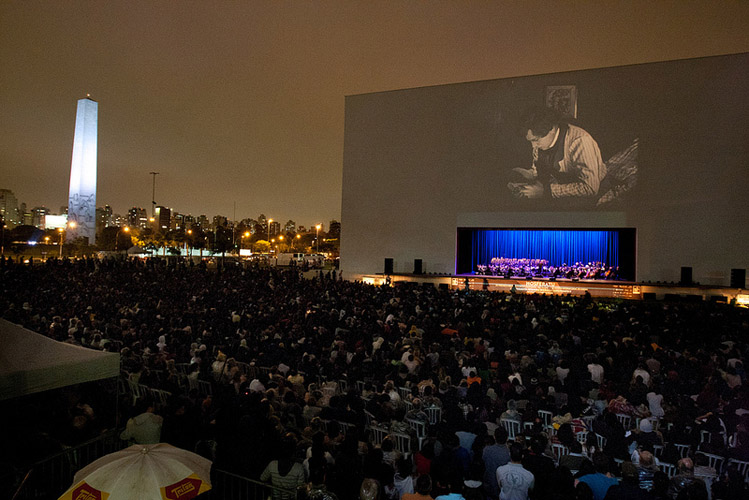
第36届电影节现场有15,000名观众

1977年为庆祝聖保羅藝術博物館30周年而建立，由巴西电影协会国际电影院组织。

## 获奖
2014年10月25日中国导演贾樟柯获得第38届电影节终身成就奖。